# 不了情 (1947年电影)
不了情是一部於1947年4月10日上映的中国电影，該電影由桑弧執導，劇本由張愛玲撰寫，並由文华影片公司發行。

## 劇情
这部电影的情节取材自夏綠蒂·勃朗特的简·爱，講述的的是一个女家庭教师和男主人之间的婚外戀，最后女家庭教师不忍破坏男主人的家庭，主動終結婚外戀。

## 演員
- 陈燕燕
- 刘琼